# Tankmonument (Beffe)

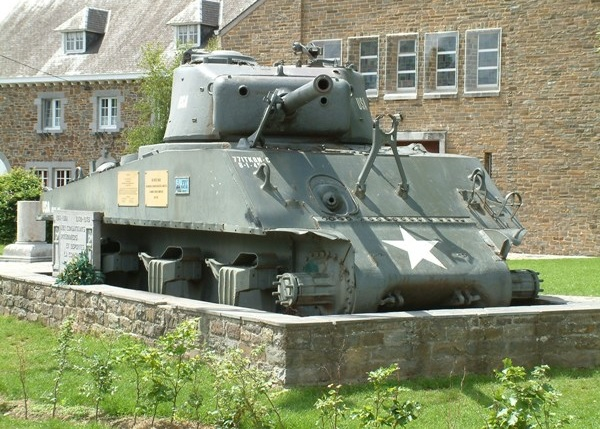
Tankmonument in Beffe

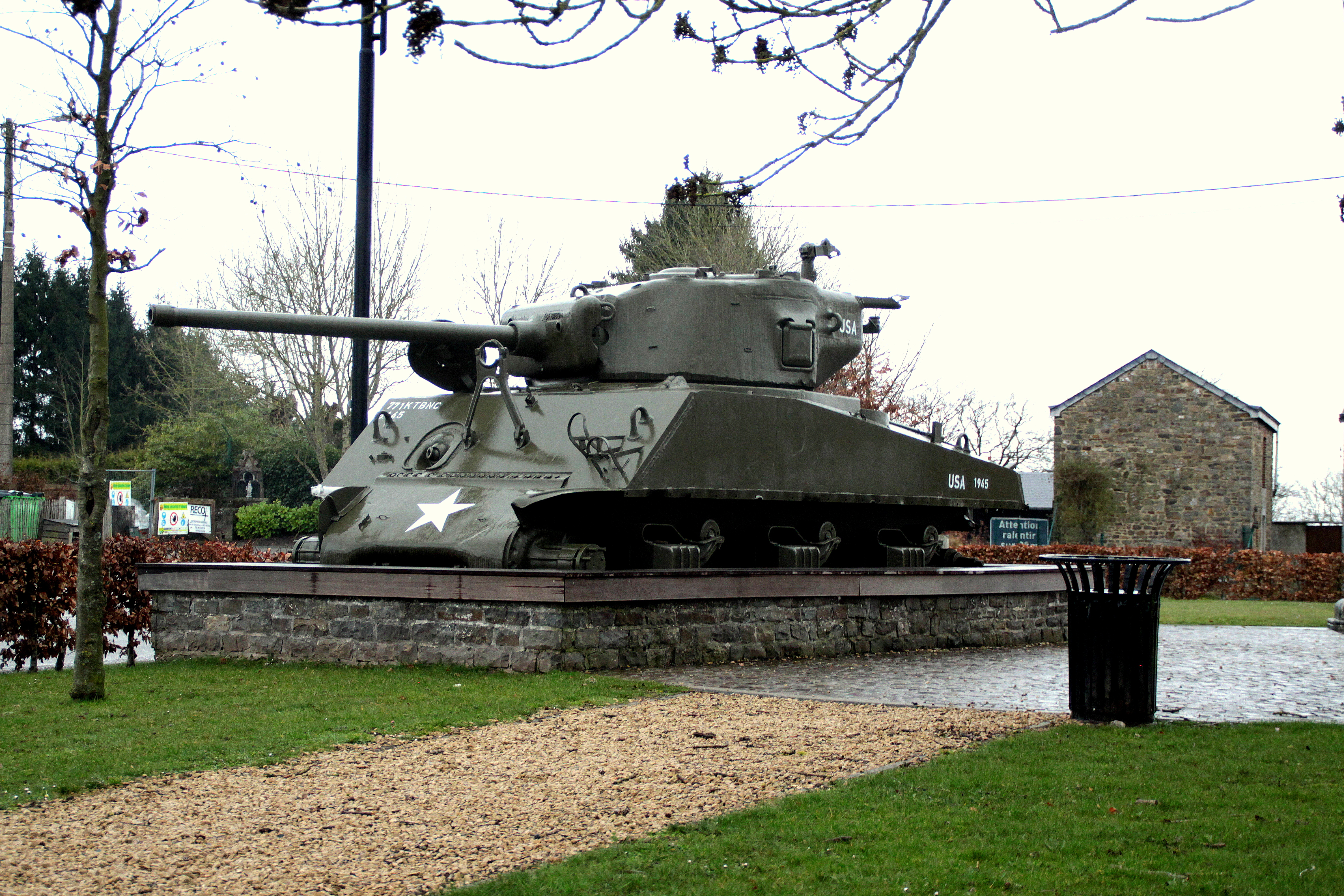
Tankmonument in Beffe

Het Tankmonument is een oorlogsmonument in het dorp Beffe in de Belgische gemeente Rendeux. Het tankmonument staat aan de Sous-le-Tonan aan het belangrijkste kruispunt van Beffe voor de kerk van het dorp. De tank is van het type M4 Sherman.

## Geschiedenis
Tijdens de Tweede Wereldoorlog werd de tank door de Amerikanen gebruikt tijdens de Slag om de Ardennen. Toen de munitie en brandstof op waren, werd de tank onklaar gemaakt en achtergelaten aan de kant van de weg tussen Samrée en Amonines.
Tot 1984 stond de tank aan deze weg en hij werd in 1985 verplaatst naar Beffe ter herdenking van de Amerikaanse bevrijders die januari 1945 de gemeente Rendeux hebben bevrijd, evenals de divisies en regimenten die hierin een rol hebben gespeeld.

## Plaquette
Op de toelichtende plaquette, bevestigd aan de zijkant van de tank, staat het volgende:
"NO MORE WAR
To the American people, those brave liberators of January 1945
The municipality of Rendeux is thankful
July 1985"